# Libyan Cup
Der Libyan Cup ist ein nationaler libyscher Fußballwettbewerb. Der Wettbewerb wird seit 1975 von der Libyan Football Federation ausgetragen.

## Sieger nach Jahr
| Jahr          | Sieger                | Ergebnis              | Finalist              |
| ------------- | --------------------- | --------------------- | --------------------- |
| 1975          | Al-Ahly Tripolis      |                       |                       |
| 1976          | Al-Ahly Tripolis      | 2:0                   | Alakhdhar SC          |
| 1977          | Al-Madina SC          | 1:0                   | al-Hilal SC           |
| 1978 bis 1986 | Keine Austragung      | Keine Austragung      | Keine Austragung      |
| 1988          | Al-Ahly Bengasi       | 1:1 n. V. (4:3 i. E.) | al-Ittihad (Tripolis) |
| 1989 bis 1990 | Keine Austragung      | Keine Austragung      | Keine Austragung      |
| 1991          | Al-Ahly Bengasi       | 1:0                   | Al Tarsana SC         |
| 1992          | al-Ittihad (Tripolis) | 1:0                   | Al Jamarek            |
| 1993          | Keine Austragung      | Keine Austragung      | Keine Austragung      |
| 1994          | Al-Ahly Tripolis      | 2:0                   | al-Ittihad (Tripolis) |
| 1995          | Keine Austragung      | Keine Austragung      | Keine Austragung      |
| 1996          | Al-Ahly Bengasi       | 2:0                   | Al Ittihad Al Asskary |
| 1997          | al-Nasr SCSC          | 1:1 n. V. (4:3 i. E.) | Al-Yarmouk            |
| 1998          | Al Shat Tripoli       | 1:1 n. V. (4:2 i. E.) | al-Hilal SC           |
| 1999          | al-Ittihad (Tripolis) | 2:0                   | Al Tahaddy SC         |
| 2000          | Al-Ahly Tripolis      | 2:0                   | Asswehly SC           |
| 2001          | Al-Ahly Tripolis      | 2:1                   | Al-Madina SC          |
| 2002          | al-Hilal SC           | 1:0                   | al-Ittihad (Tripolis) |
| 2003          | al-Nasr SCSC          | 3:2                   | al-Ittihad (Tripolis) |
| 2004          | al-Ittihad (Tripolis) | 0:0 n. V. (8:7 i. E.) | al-Hilal SC           |
| 2005          | al-Ittihad (Tripolis) | 3:0                   | Alakhdhar SC          |
| 2006          | Al-Ahly Tripolis      | 2:1                   | Olympic Azzaweya SC   |
| 2007          | al-Ittihad (Tripolis) | 1:0                   | Alakhdhar SC          |
| 2008          | Khaleej Sirte SC      | 1:0                   | Al-Madina SC          |
| 2009          | al-Ittihad (Tripolis) | 2:2 n. V. (3:2 i. E.) | Al Tarsana SC         |
| 2010          | al-Nasr SCSC          | 2:1                   | Al-Madina SC          |
| 2011 bis 2015 | Keine Austragung      | Keine Austragung      | Keine Austragung      |
| 2016          | Al-Ahly Tripolis      | 1:0                   | al-Hilal SC           |
| 2017          | Keine Austragung      | Keine Austragung      | Keine Austragung      |
| 2018          | al-Ittihad (Tripolis) | 2:0 n. V.             | al-Hilal SC           |
| 2019 bis 2021 | Keine Austragung      | Keine Austragung      | Keine Austragung      |
| 2022/23       | Al-Ahly Tripolis      | 3:0                   | Alakhdhar SC          |